# Черноморка (Челябинская область)
Черноморка  — посёлок в Троицком районе Челябинской области России, относится к Дробышевскому сельскому поселению.

## География
Расположен в восточной части района. Рельеф — равнина; ближайшая выс.— 209 м. Ландшафт — лесостепь. В окрестностях — мелководные озера, болота, редкие колки.
Поселок связана грунтовыми дорогами с соседними населенными пунктами. Расстояние до районного центра (Троицк) 21 км, до центра сельского поселения (с. Дробышево) — 20 км.

## История
По словам местных жителей, поселок основан на месте хутора Черноморского, построенного в 1910 на территории Егорьевской вол. (Троицкий уезд Оренб. губ.) и названного первопоселенцами в память о своей малой родине. Согласно мат-лам переписи, в 1920-х гг. относился к Травяному сельсовету Троицкого района Урал. обл., состоял из 13 дворов. 
В кон. 1920-х гг. на территории разместилась бригада колхоза «Утро» (центр. усадьба в с. Травянка), в 1951 — колхоза им. 18-го партсъезда (пос. Харьковский), впоследствии — им. Берия, через год — им. Калинина. 
С 1957 (по др. данным, с 1961) в поселке располагалось 5-е отделение совхоза «Ключевский».

## Население
| 2002 | 2010 |
| ---- | ---- |
| 40   | ↘22  |

(в 1926 — 61, в 1956 — 146, в 1959 — 136, в 1970 — 92, в 1983 — 51, в 1995 — 33).

## Улицы
- Улица Черноморка